# کونراد یوهانسون
کونراد یوهانسون (انگلیسی: Konrad Johannesson; ۱۰ اوت ۱۸۹۶ – ۲۵ اکتبر ۱۹۶۸) بازیکن هاکی روی یخ اهل کانادا بود. وی بین سال‌های ۱۹۱۹ تا ۱۹۶۵ میلادی فعالیت می‌کرد.